# Сомасаса - Сан Готардо (Сондрио)
Сомасаса - Сан Готардо је насеље у Италији у округу Сондрио, региону Ломбардија.
Према процени из 2011. у насељу је живело 64 становника. Насеље се налази на надморској висини од 713 м.